# Brusselse gewestverkiezingen 2009/Kandidatenlijst/cdH
Dit is de kandidatenlijst van het cdH voor de Brusselse gewestverkiezingen van 2009. De verkozenen staan vetgedrukt.

## Effectieven

### Effectieven
1. Benoit Cerexhe
2. Joëlle Milquet
3. Hamza Fassi-Fihri
4. Céline Fremault
5. André du Bus de Warnaffe
6. Joël Riguelle
7. Bertin Mampaka Mankamba
8. Fatima Moussaoui
9. Stéphane de Lobkowicz
10. Ahmed El Khannouss
11. Pierre Migisha
12. Halis Kökten
13. Claire Vandevivere
14. Catherine van Zeeland
15. Fatiha El Ikdimi
16. Ibrahim Erkan
17. Jeanne Nyanga-Lumbala
18. Hadrien de Kerchove
19. Roland Maekelbergh
20. Brahim El Ayadi
21. Mahinur Ozdemir
22. Mohamed El Arnouki
23. Maryam Sebbahi
24. Damien De Keyser
25. Laetitia Bergers
26. Eric Jassin
27. Saïd El Hammoudi
28. Cécile van Hecke-Poupart
29. Marie Kunsch
30. Lydia Mutyebele Ngoi
31. Claude Voglet
32. Christine Ponchon
33. Olivier Dradin
34. Guy Opdebeeck
35. Necati Urfali
36. Nadine Parmentier
37. Dang Vy Nguyen
38. Jérôme Kengawe Ziambi
39. Oliver Jung
40. Viviane Scholliers Ndaya
41. Raphaël Cornelissen
42. Thierry Zeller
43. Amal Meqor
44. Sait Mola
45. Nayyha Aynaou
46. Candice Hachimi-Debruyne
47. Chantal Noël
48. Christian Ceux
49. Geneviève Oldenhove de Guertechin
50. Catherine Roba-Rabier
51. Nour Koumi
52. Rachid Chikhi
53. Nicolas de Fotso Tchienegnom
54. Valon Basha
55. Emel Yildirim
56. Yalçin Bulduk
57. Evguenia Ravtovitch
58. Nestorine Kimbondja Kalengi
59. Aliki Dimitriou
60. Lydia Van Der Smissen
61. Luc De Keyzer
62. Myriame de Cartier d'Yves
63. Anne Drion du Chapois
64. Mohamed Amraoui
65. Anne Collard
66. Rachid Mahdaoui
67. Véronique De Baets
68. Cédric Mahieu
69. Kathrine Jacobs
70. Danielle Caron
71. Clotilde Nyssens
72. Francis Delperee

### Opvolgers
1. Hervé Doyen
2. Julie de Groote
3. Joël Riguelle
4. Danielle Caron
5. Véronique Lefrancq
6. Eric Degand
7. Benoît Gosselin
8. Karima Ouriaghli
9. Emmanuelle Halabi
10. Yusuf Benhur Ergen
11. Patricia Coomans
12. Mauricette Nsikungu Akhiet
13. Izabelle Kesrewani
14. Damien Walckiers
15. Georges Dallemagne